# Franciszek Bobrowski
Franciszek Bogdan Bobrowski (ur. 12 lipca 1950 w Koninie, zm. 9 grudnia 2017 tamże) – polski górnik, działacz związkowy i polityk, senator V kadencji.

## Życiorys
W 1971 ukończył technikum górnicze z dyplomem technika – mechanika maszyn i urządzeń górnictwa węgla brunatnego. Pracował w Kopalni Węgla Brunatnego „Konin” (jako operator zwałowarki), następnie w Zgorzeleckich Zakładach Naprawczych „Zgorzelec”. W 1979 powrócił do pracy w kopalni „Konin”, gdzie doszedł do stanowiska kierownika działu handlu i marketingu. W latach 1994–1996 przewodniczył Związkowi Zawodowemu Górników Kopalni Węgla Brunatnego „Konin”, od 1995 był wiceprzewodniczącym, a od 1999 przewodniczącym Federacji Związków Zawodowych Górnictwa Węgla Brunatnego. Należał do Polskiego Towarzystwa Ekonomicznego i Stowarzyszenia Inżynierów i Techników Górnictwa, pełnił funkcję wiceprzewodniczącego Ogólnopolskiego Porozumienia Związków Zawodowych.
W latach 2001–2005 pełnił mandat senatora z ramienia koalicji SLD-UP z okręgu konińskiego. W Senacie uczestniczył w pracach Komisji Gospodarki i Finansów Publicznych oraz Komisji Polityki Społecznej i Zdrowia. W 2005 nie został ponownie wybrany.
Zmarł 9 grudnia 2017 w Koninie. Został pochowany na tamtejszym cmentarzu komunalnym.

## Życie prywatne
Syn Tadeusz i Anieli. Był żonaty, miał dwoje dzieci (córkę Izabelę i syna Michała).

## Odznaczenia
- Krzyż Kawalerski Orderu Odrodzenia Polski (1999)[5]
- Odznaka Honorowa za Zasługi dla Ochrony Pracy (2010)[6]